# 伊布拉印·飛列
伊布拉印·飛列（西班牙語：Ibrahim Ferrer，1927年2月20日—2005年8月6日），古巴人，非洲裔古巴樂手。
文·溫德斯以他的「美景合唱團」（Buena Vista Social Club）為名拍攝紀錄片《樂士浮生錄》（香港譯《樂滿夏灣拿》，中國大陆譯《樂滿哈瓦那》）。
他的樂團讓古巴音樂進入世界市場。

## 作品

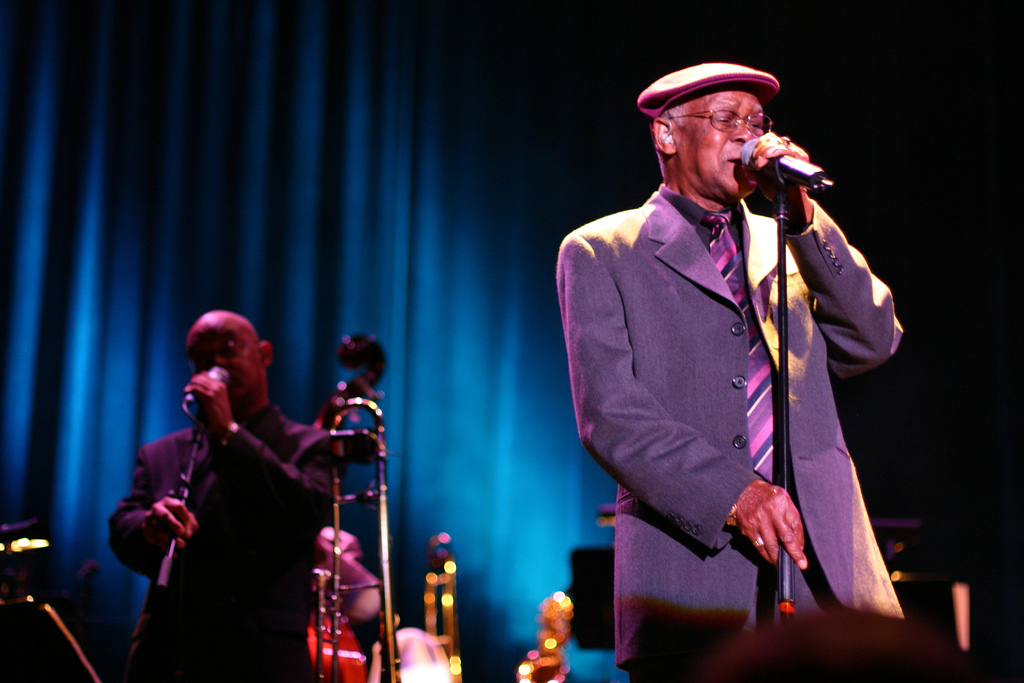
伊布拉印·飛列

- 1999年 – Buena Vista Social Club Presents: Ibrahim Ferrer
- 2000年 - Tierra Caliente: Roots of Buena Vista
- 2002年 - Mis Tiempos Con Chepín
- 2002年 - La Collección Cubana
- 2002年 - Tiempos Con Chepín y Su Orquesta
- 2003年 - Buenos Hermanos
- 2004年 - Que Bueno Está
- 2005年 - Ay, Candela

## 連結
- 伊布拉印·飛列介紹 （页面存档备份，存于）